# Augustin-Daniel Belliard
Pour les articles homonymes, voir Belliard.
Augustin-Daniel Belliard, né le 25 mai 1769 à Fontenay-le-Comte (Vendée) et mort le 28 janvier 1832 à Bruxelles en Belgique, est un général français de la Révolution et de l’Empire. Volontaire de l'armée du Nord de 1791 à 1793 puis de l'armée d'Italie de 1796 à 1798, il participe à de nombreuses batailles de la Révolution française. Il joue un rôle important dans les campagnes d'Italie et d'Égypte, pour ses actions menées contre la révolte de Rome et pour avoir obtenu la capitulation française d'Égypte. Il se distingue ensuite durant l'Empire pour sa participation à de nombreuses batailles (Ulm, Austerliz, Iéna, Friedland notamment) qui lui valent sa nomination en grand officier de la Légion d'honneur. Il est ensuite envoyé en Espagne en 1808, où il est nommé gouverneur de Madrid et devient membre de la noblesse d'Empire.

## Biographie

### Origines
Augustin Daniel Belliard est le fils d'Augustin Belliard, (1734-1811) procureur du Roi de Fontenay-le-Comte, et d'Angélique Robert-Morinière (1731-1773), elle-même issue d'une famille de marchands établie à Fontenay depuis la fin du XVIIe siècle. Après une enfance heureuse parmi ses trois sœurs (dont une épousera le baron Pervinquière) et son frère, Belliard fait ses études dans une petite ville du Poitou, lorsqu'éclate la Révolution française.

### La Révolution française
Il représente la ville de Fontenay à la fête de la Fédération du 14 juillet 1790. Il revient de Paris plein d'enthousiasme et l'année suivante, ses concitoyens l'élisent capitaine du 1er bataillon de volontaires de Vendée formé à Fontenay. Engagé volontaire en 1791, Belliard rejoint l'armée du Nord, où il demeure pendant quelque temps sous les ordres du général Dumouriez. Il combat à Grand-Pré, à Valmy, à Jemmapes et à Neerwinden, où il sert comme aide de camp de Dumouriez. À Jemmapes, à la tête du 1er régiment de hussards bien que blessé après une chute de cheval, il enlève successivement plusieurs redoutes autrichiennes et conquiert sur le champ de bataille le grade d'adjudant-général. Compromis par la défection de Dumouriez en avril 1793, Belliard est arrêté, transféré à Paris et cassé. Immédiatement, il s'engage comme volontaire dans le 3e régiment de chasseurs, et termine la campagne comme simple soldat. Il est réintégré dans son grade et placé sous les ordres du général Hoche.
En 1796, il rejoint l'armée d'Italie que commande Napoléon Bonaparte. Il combat à Castiglione, à Vérone, à Caldiero, à Arcole, et à Saint-Georges. À Arcole, il a deux chevaux tués sous lui. Lorsque Bonaparte tombe dans le marécage, Belliard charge ses hommes de l'en sortir. Il est nommé général de brigade à l'issue de la bataille, le 18 novembre 1796. Dans la campagne du Tyrol, il se bat activement au passage du Lavis, à Trente, à Brixen, où il fait 2 000 prisonniers au général autrichien Laudon (de) et lui enlève quatre pièces de canon. À Tramin, il met en pleine déroute le corps autrichien de Laudon. Le 9 février 1798, il s'empare de Civita-Vecchia, presque sans avoir éprouvé de résistance et rejoint à Rome le général Berthier, qui l'envoie en mission diplomatique à Naples. Lors de la révolte de Rome contre les troupes françaises, son attitude énergique empêche Ferdinand IV de Naples de franchir la frontière pour appuyer l'insurrection.
Il participe à la campagne d'Égypte, commande une brigade de la division du général Desaix lors de la prise de Malte (10 juin 1798), débarque à Alexandrie, participe à la bataille des Pyramides, où, à la tête d'un carré d'infanterie, il reçoit la première charge des mamelucks. À la bataille de Samanouth, Mourad Bey va encore se heurter à l'aile droite de la petite armée de Desaix, commandée par Belliard qui, secondée par l'artillerie, doit mettre les mamelucks en déroute. Belliard pénètre ensuite en Abyssinie avec Desaix à l'automne 1799, il prend part à la bataille d'Héliopolis en mars 1800 où, sous les ordres de Kléber, 10 000 Français luttent contre 70 000 Ottomans. Après avoir combattu à Koraïm, il marche avec douze cents hommes contre l'armée ottomane qu'il chasse de Damiette. Assiégé dans Le Caire par les forces combinées des Anglais, des Turcs et des Mamelouks, assailli par terre et par mer, aux prises avec une population nombreuse et fanatique, il obtient le 27 juin 1801, une capitulation honorable et ramènera en France les troupes placées sous ses ordres. En Égypte, Belliard témoigne également de son intérêt pour les travaux des savants participants à l'expédition.

### Le Consulat et l'Empire

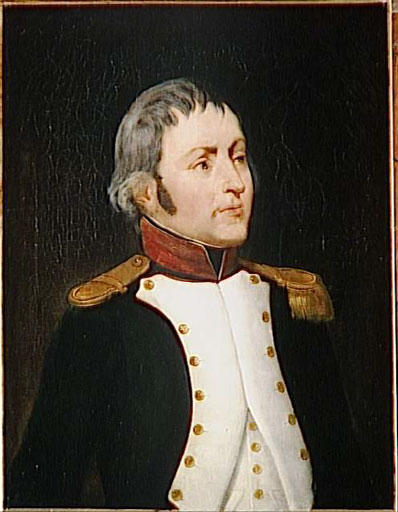
Augustin Daniel Belliard.

À son retour, Belliard, préalablement nommé général de division le 6 septembre 1800, va prendre le commandement de la 24e division militaire à Bruxelles ; il y reste jusqu'en 1804. En 1805 et 1806, il prend une large part aux campagnes d'Autriche et de Prusse, en qualité de chef d'état-major du maréchal Murat. Il contribue à la victoire d'Ulm et se distingue à Austerlitz le 2 décembre 1805, nommé grand officier de la Légion d'honneur sur le champ de bataille. Il est gouverneur de Berlin puis, lorsque la guerre reprend, il se bat à Iéna, à Erfurt, à Lubeck, à Heilsberg, à Hoff, à Eylau et à Friedland, entre 1806 et 1807.
Employé ensuite à l'armée d'Espagne en 1808, il est nommé gouverneur de Madrid. Après la bataille de Talavera en 1809, Belliard devient le conseiller intime du roi Joseph, qui bientôt, faisant face à une émeute, doit abandonner sa capitale. Le 2 octobre, Madrid, attaquée par les Français, va être prise d'assaut, quand la Junte, pour éviter les horreurs du pillage, en livre les portes au général Belliard, malgré les cris d'une population furieuse. Malgré les ordres réitérés de Napoléon Ier, Belliard suspend l'exécution du marquis de Saint-Simon, général français émigré commandant une armée espagnole. Créé comte de l'Empire le 9 mars 1810, et comblé d'honneur par le roi Joseph, le général Belliard crée à la ferme du domaine de Pahu à Longèves (dont la mairie se situe maintenant dans cet ancien corps de ferme), près de Fontenay-le-Comte, une bergerie-modèle, par le croisement des mérinos d'Espagne avec des brebis du pays, ainsi qu'un haras.
Nommé le 29 août 1811, chef d'état-major de Murat à la Grande Armée, il rejoint dans les premiers jours de juin 1812 le roi de Naples, avec lequel il entre à Vilnius. On le voit ensuite à Ostrovno, à Vitebsk, à Smolensk, à Dorogobonge, à la Moskowa. Durant cette bataille, Belliard a deux chevaux tués sous lui. Le lendemain 8 septembre, à Mojaïsk, un boulet lui emporte le mollet gauche et l'empêche de prendre le gouvernement de Moscou que l'Empereur lui destinait. Après la retraite de Russie et à peine guéri de ses blessures, il est nommé colonel-général des cuirassiers, pour réorganiser le corps de la cavalerie. Napoléon l'appelle à son état-major en qualité d'aide-major de l'armée. Belliard est dangereusement blessé à Leipzig le 14 octobre 1813, où il a deux chevaux tués sous lui et le bras gauche brisé par un éclat de mitraille. Malgré ses blessures, il se bat à Hanau et rentre à Mayence avec les débris de l'armée. Le maréchal Berthier ayant suivi Napoléon à Paris, Belliard est nommé major général de l'armée et envoyé en cette qualité à Metz, où il la réorganise, mettant les troupes françaises, manquant de tout, atteintes par le typhus, en mesure de résister au nouveau choc des Alliés.
Pendant la campagne de France, Belliard commande un corps de cavalerie. Le 11 février 1814, portant un bras en écharpe, il charge les Russes retranchés à la ferme de la Haute-Épine et contribue à la victoire de Montmirail. Le 12, au Combat de Château-Thierry, l'extrême droite de l'armée prussienne est tournée par ses escadrons et se sauve en désordre à travers les bois. Le 10 mars, devenu commandant de toute la cavalerie de la garde, il prend part à la bataille de Laon. Le 12, il est à Reims, et le 25 à la bataille de La Fère-Champenoise, où la cavalerie ne cède que devant des forces supérieures. Le 30 mars vers 23 heures, Belliard, venu aux devants de l'Empereur, lui apprend à Juvisy-sur-Orge, à l'auberge de la Cour de France, la capitulation de Paris. Il se trouve à Fontainebleau avec les généraux Drouot, Bertrand et Caulaincourt lorsque Napoléon fait ses adieux. Il ne quitte Fontainebleau qu'après le départ de Napoléon pour l'île d'Elbe.

### La première Restauration et les Cent-Jours

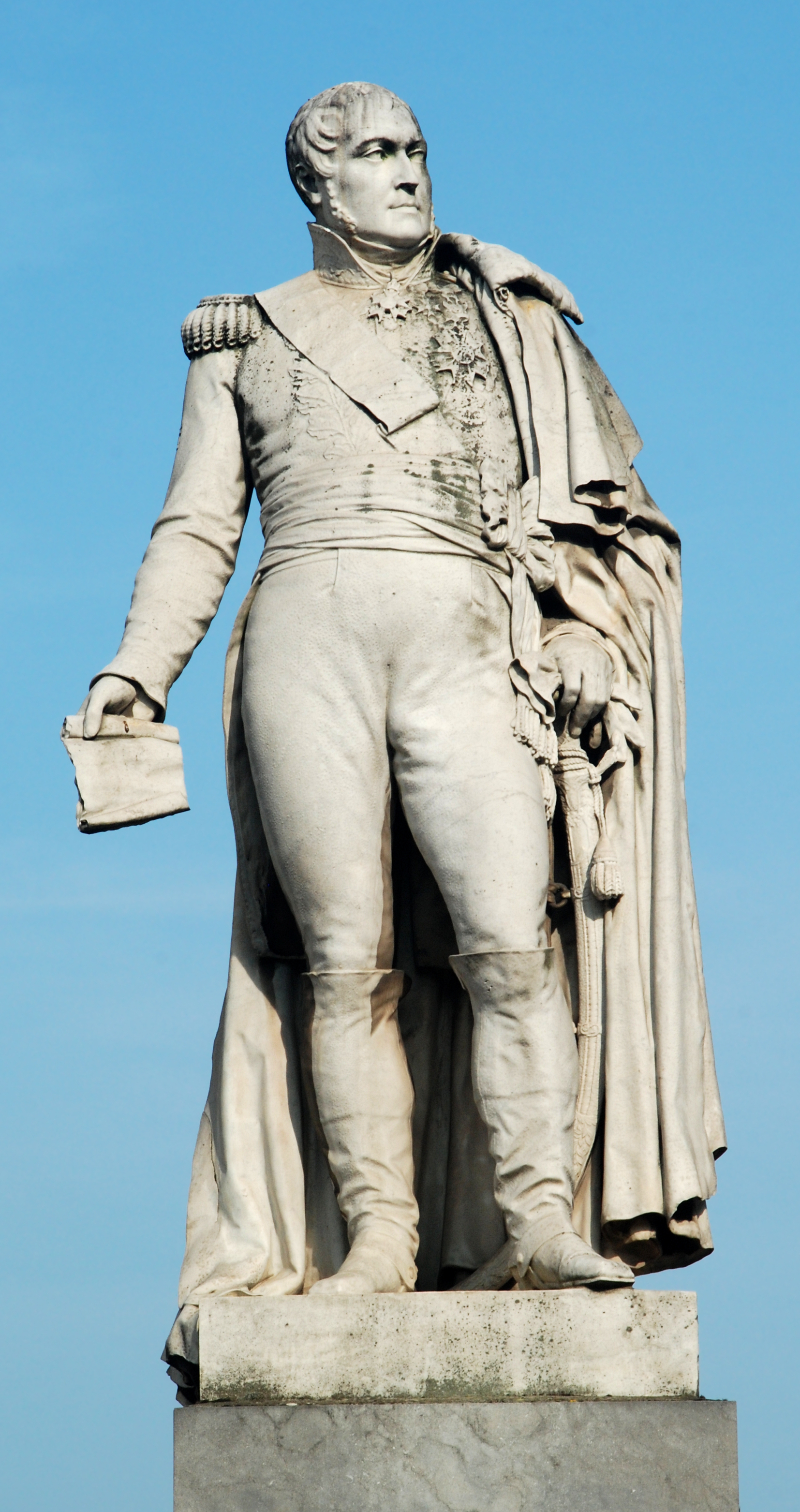
Statue du général Belliard à Bruxelles.

Louis XVIII le nomme pair de France, chevalier de Saint-Louis. Après le retour de Napoléon de l'île d'Elbe, il est fait major général de l'armée que le duc de Berry commandait. Belliard accompagne la famille royale jusqu'à Beauvais et ne rentre à Paris que sur l'ordre exprès de Louis XVIII. Napoléon revenu aux Tuileries, Belliard lui déclare ne pas souhaiter de commandement, sauf si la guerre éclatait, conformément aux engagements pris avec le duc de Berry. Cependant, la guerre reprend et le 9 mai 1815, il arrive à Naples pour seconder Murat. Après la bataille de Tolentino, Belliard rend visite à la reine Caroline, épouse du maréchal, et s'embarque sur une goélette qui le débarque à Toulon le 29 mai.
À peine rentré à Paris, Belliard est nommé au commandement des 3e et 4e divisions militaires et établit son quartier-général à Metz. Il se hâte de mettre les places en état de défense. Le soulèvement est presque général et en quelques jours, les seuls départements des Vosges, de la Meurthe et de la Moselle équipent et arment quarante-cinq bataillons de garde nationale. La bataille de Waterloo entraîne la chute définitive de Napoléon et le retour des Bourbons.

### La seconde Restauration
Au retour de Louis XVIII, le général Belliard est arrêté, cassé dans ses titres et rayé de la liste des Pairs de France pour avoir accompagné l'Empereur lors des Cent-jours. Le 21 novembre 1815, il est conduit à la Prison de l'Abbaye, avec les généraux Drouot, Cambronne et d'Ornano. Après plusieurs mois de captivité, il est remis en liberté et entre dans la vie privée, d'où il ne sort qu'au 5 mars 1819, époque où le ministère Decazes le rappelle à la Chambre des pairs. Sous le ministère de Villèle, il est chargé de préparer contre Alger un plan d'attaque. Mais ce plan comportant un effectif de 50 000 hommes et une dépense de cent millions de francs est abandonné. Il faillit en 1828, être nommé chef de l'expédition de Morée, avant que le général Maison ne soit désigné pour la commander.

### La révolution de Juillet

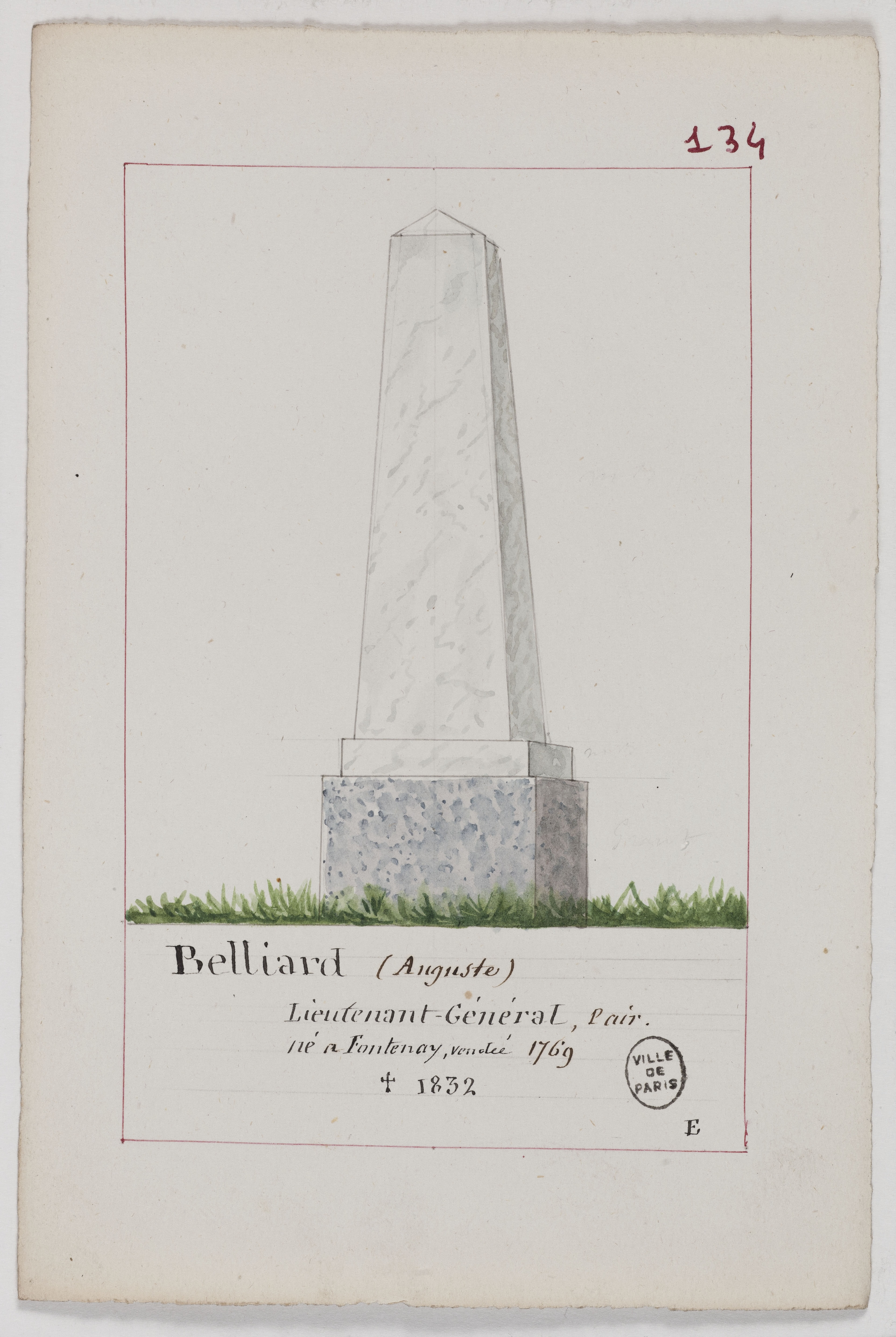
Tombe au cimetière du Père-Lachaise.

Ancien compagnon d'armes de Louis-Philippe d'Orléans, aux côtés de qui il a combattu à Valmy et à Jemappes et avec lequel il n'a pas cessé, sous la Restauration, d'entretenir des relations, Belliard adhère sans arrière-pensée à la monarchie de Juillet. Louis-Philippe le charge d'aller notifier au cabinet de Vienne son avènement comme roi des Français. Après la Révolution belge de 1830 et l’indépendance  de la Belgique, Belliard est nommé ministre plénipotentiaire à Bruxelles. Les Pays-Bas rejettent l'accession au trône de Léopold Ier et l'armée néerlandaise envahit la Belgique lors de la campagne des Dix-Jours. Louis-Philippe envoie une armée française de 50 000 hommes pour arrêter l'offensive néerlandaise : l'Armée du Nord, sous les ordres d'Étienne Maurice Gérard. Après la victoire française, le traité des XXVII articles est signé le 15 novembre 1831, définissant la Belgique en État indépendant.

### Décès
Les difficultés du côté de la Belgique aplanies, Belliard est nommé à l'ambassade de Madrid. Mais le 28 janvier 1832, avant de pouvoir rejoindre l'Espagne, il tombe dans le parc de Bruxelles frappé d'une attaque d'apoplexie foudroyante, au moment où il sort du palais du roi Léopold. Une statue à son honneur est érigée à Bruxelles, en bordure du parc près des bâtiments de la Société générale de Belgique, au débouché de la rue Baron Horta. Cette sculpture de Guillaume Geefs constitue la première statue payée par souscription publique en Belgique (depuis l'indépendance de 1830). Le jour de l'inauguration de celle-ci se tient à Bruxelles une vente publique des objets du général ; un grand sabre y est le clou de la vente. Sa dépouille mortelle est transportée à Paris et déposée au cimetière du Père-Lachaise (35e division), le 14 mars de la même année.

## Franc-maçonnerie
Franc-maçon, il est initié en 1802 à la loge maçonnique Les Amis philanthropes de Bruxelles, fondée en 1798. Son oraison funèbre est prononcé par Alexandre de Laborde qui porte ses décors maçonniques.

## Publication
- Bourrienne et ses erreurs volontaires et involontaires, ou Observations sur ses Mémoires, 2 vols., Heideloff et Canel, Paris, 1830. En collaboration avec Gaspard Gourgaud.

## Hommages
- Son nom est inscrit sur la 24e colonne (pilier Sud) de l'arc de triomphe de l'Étoile..
- La rue Belliard (Bruxelles) porte son nom
- La rue Belliard (Paris) porte également son nom
- La place Belliard à Fontenay-le-Comte porte également son nom, un buste par Étienne-Nicolas Suc y est présent[3]
- Un musée lui est consacré à Longèves[4].

## Armoiries
| Figure | Blasonnement |
| ------ | --- |
|        | Ecartelé : au I, du franc-quartier des Comtes militaires de l'Empire ; au II, de gueules, aux ruines d'argent ; au III, de gueules, à un palmier terrassé d'argent adextré d'une pyramide et senestré de deux autres du même ; au IV, d'or, au cheval cabré de sable., |